# Hiltrud Naßmacher

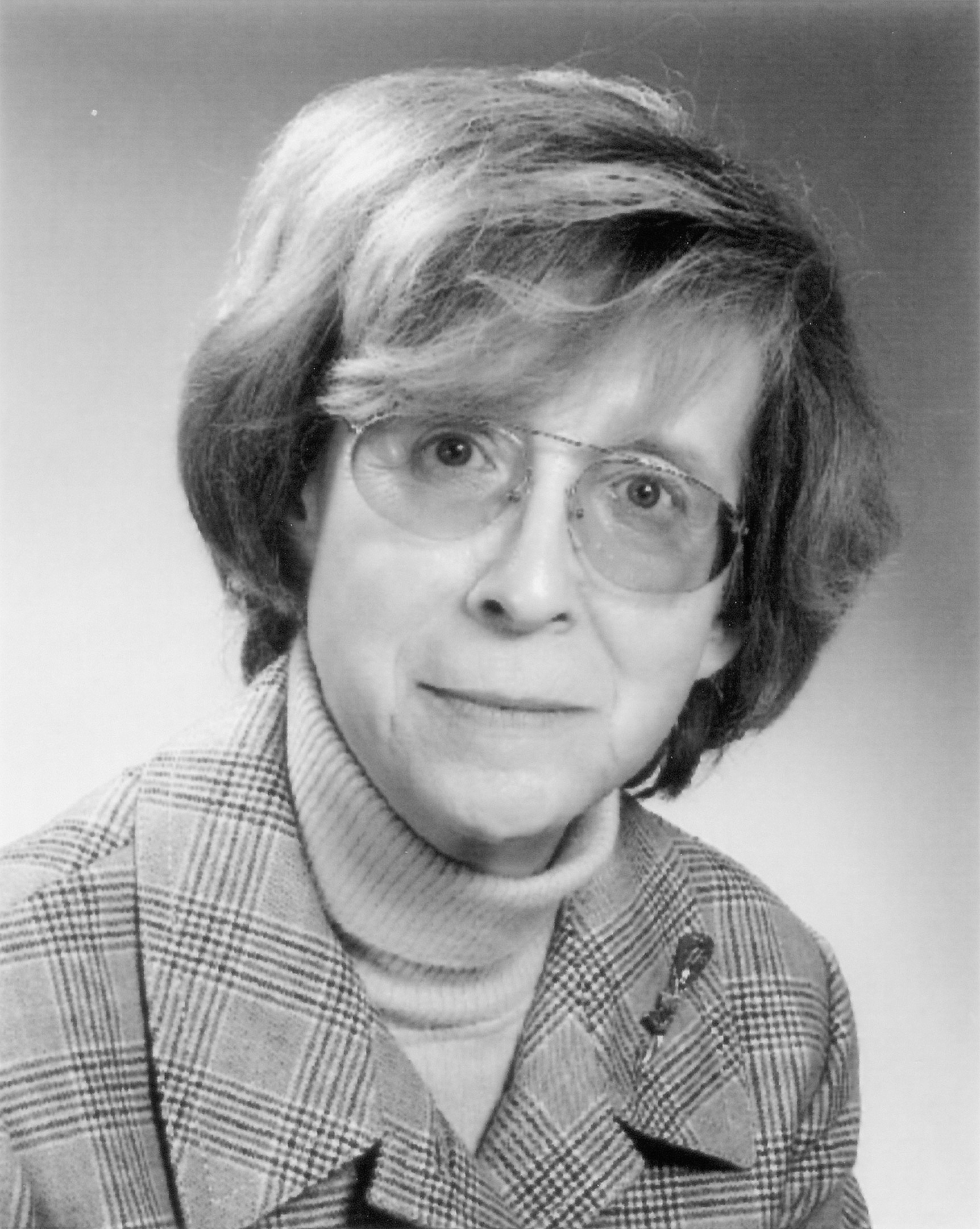
Hiltrud Naßmacher (2010)

Hiltrud Naßmacher (geb. Schreiber, * 10. September 1942 in Haan/Rhld.; † 18. Februar 2016 in Bad Wünnenberg) war eine deutsche Politikwissenschaftlerin mit dem Forschungsschwerpunkt der vergleichenden Analyse politischer Systeme.

## Lebenslauf
Nach der Volksschule in Solingen-Merscheid (1949–53) besuchte Hiltrud Schreiber die Geschwister-Scholl-Schule in Solingen-Ohligs (1953–59) sowie die August-Dicke-Schule in Solingen (1959–62), die sie mit der Reifeprüfung abschloss. Der Vorbereitung auf ein Studium für das Gewerbelehramt dienten eine fachtheoretische Ausbildung in der Fachrichtung Bekleidungsgewerbe an der Fachhochschule Mönchengladbach (1962/63) und verschiedene Fachpraktika (u. a. bei der Fa. Kemper & Co. in Krefeld, im Sozialamt der Stadt Solingen und bei den Vereinigten Glanzstoff-Fabriken in Wuppertal).
Das Studium an der Universität zu Köln (1963–67) wurde in den Fächern Betriebswirtschaftslehre, Chemie, Pädagogik, Wirtschaftsgeschichte und Politische Wissenschaft mit der Ersten Staatsprüfung für das Gewerbelehramt abgeschlossen. Dem Referendariat in Bergisch Gladbach und Köln folgten die Zweite Staatsprüfung (1969), eine Tätigkeit als Studienassessorin an den Gewerblichen Schulen III in Wuppertal-Barmen (1970–72) und die Promotion zum Dr. rer. pol. an der Universität zu Köln (1976).
Nach umfangreicher Tätigkeit in der politischen Erwachsenenbildung (u. a. diverse Volkshochschulen, Friedrich-Ebert-Stiftung) und am Niedersächsischen Studieninstitut in Oldenburg wurde sie 1986 von der Carl von Ossietzky Universität Oldenburg für das Fach „Politikwissenschaft“ habilitiert. Zwischen 1987 und 2000 hatte sie Vertretungsprofessuren in Konstanz, Göttingen, Trier, Münster und Siegen. Seit 1992 war Hiltrud Naßmacher außerplanmäßige Professorin an der Carl von Ossietzky Universität Oldenburg.
Von 1969 bis 1975 war Hiltrud Naßmacher (SPD) Mitglied des Rates der Stadt Solingen. Seit 2014 gehörte sie (wie bereits 1975–76) als gewähltes Mitglied der Bezirksvertretung des Solinger Stadtbezirks Ohligs/Aufderhöhe/Merscheid an. Seit 1987 war sie Mitglied der DVPW und als solches für mehrere Jahre Sprecherin der Landesgruppe Niedersachsen. Ferner gehörte sie dem ehemaligen Ständigen Ausschuss für Lehre und Studium  der DVPW an.
Naßmacher war verheiratet mit Karl-Heinz Naßmacher.

## Veröffentlichungen (Auswahl)

### Lehrbücher und Monografien
- Mehr Europa – Weniger Demokratie? Oldenbourg Wissenschaftsverlag, München 2013. ISBN 978-3-486-72459-2
- Kommunalpolitik in Deutschland: Ein Überblick. Erfurt 2012. ISBN 978-3-937967-94-3
- Politikwissenschaft. 6., überarbeitete und aktualisierte Auflage, Oldenbourg Verlag, München 2010. ISBN 978-3-486-59759-2
- Baustelle Stadt: Effizienz und Bürgernähe ohne Demokratie und Nachhaltigkeit? VS Verlag für Sozialwissenschaften, Wiesbaden 2006. ISBN 3-531-15247-5
- Vergleichende Politikforschung: Eine Einführung in Probleme und Methoden. Westdeutscher Verlag, Opladen 1991. ISBN 3-531-22162-0
- Wirtschaftspolitik von unten. Ansätze und Praxis der kommunalen Gewerbebestandspflege und Wirtschaftsförderung. Birkhäuser Verlag, Basel et al. 1987. ISBN 3-7643-1852-X
- Bildungsurlaub und Berufsbildung. Eine wirtschaftspädagogische Studie zur Relevanz einer gesellschaftspolitischen Forderung für die Berufsbildung. rer. pol. Dissertation, Köln 1976.

### Wichtige Aufsätze
- 'Kommunalwahlen unter veränderten Wettbewerbsbedingungen', in: Zeitschrift für Parlamentsfragen, 44 (2013) 4, S. 808–833.
- 'Local democracy revisited', in: Global journal of human social science. F, Political science, 13 (2013) 3, S. 55–63.
- 'Trends zur Individualisierung von Politik', in: Zeitschrift für Politik, 59 (2012) 4, S. 433452.
- 'The dilemma of depth versus breadth in comparing political systems empirically ... and how to overcome it', in: European political science, 7 (2008), S. 113–125.
- 'Die Bedeutung der Kommunen und der Kommunalpolitik für den Aufstieg neuer Parteien', in: Zeitschrift für Parlamentsfragen, 32 (2001) 1, S. 3–18.
- 'Auf- und Abstieg von Parteien. Ansätze zur vergleichenden Betrachtung von Etablierung und Niedergang von Parteien im Wettbewerb', in: Zeitschrift für Politik, 36 (1989) 2, S. 169–190.

### Herausgeberschaften
- Politische Strukturen im Umbruch. (herausgegeben mit Oskar Niedermayer und Hellmut Wollmann) Akademie Verlag, Berlin 1994. ISBN 3-05-002484-4
- Kanada. Wirtschaft, Gesellschaft, Politik in den Provinzen. (herausgegeben mit Herbert Uppendahl) Leske + Budrich, Opladen 1989. ISBN 3-8100-0800-1
- Wohnen und kommunale Politik. Minerva Publikation, München 1985. ISBN 3-597-10393-6